# Леонсон Льюїс
Леонсон Льюїс (англ. Leonson Lewis; нар. 30 грудня 1966, Порт-оф-Спейн) — тринідадський футболіст, що грав на позиції нападника, зокрема за низку португальських клубних команд та за національну збірну Тринідаду і Тобаго.

## Клубна кар'єра
У дорослому футболі дебютував 1986 року виступами за команду «Дабл-Ю Конекшн», в якій провів три сезони, після чого протягом 1989—1990 років грав на Ямайці за «Газард Юнайтед».
1990 року перебрався до Європи, приєднавшись до лав португальської «Академіки» (Коїмбра). Відіграв за клуб з Коїмбри наступні три сезони своєї ігрової кар'єри. Більшість часу, проведеного у складі «Академіки», був основним гравцем її атакувальної ланки і одним з головних бомбардирів, маючи середню результативність на рівні 0,35 гола за гру першості.
Згодом з 1994 по 2002 рік продовжував виступи в Португалії, встигнувши за цей час пограти за «Фелгейраш», «Боавішту», «Шавіш», «Ештрелу» та «Уніан де Ламаш».
Завершував ігрову кар'єру на батьківщині у рідному «Дабл-Ю Конекшн» протягом 2002 року.

## Виступи за збірну
1988 року дебютував в офіційних матчах у складі національної збірної Тринідаду і Тобаго.
У складі збірної був учасником розіграшу Золотого кубка КОНКАКАФ 1991 року, де став автором двох із трьох голів своєї команди на турнірі.
Загалом протягом дев'ятирічної кар'єри в національній команді провів у її формі 31 матч, забивши 21 гол.

## Титули і досягнення
- Чемпіон КФУ: 1988
- Бронзовий призер Чемпіонату націй КОНКАКАФ: 1989
- Переможець Карибського кубка: 1992, 1995